# HD 25371
HD 25371，又名CD-30 1597，SAO 194689、HR 1246，是一颗恒星，视星等为5.93，位于銀經229.23，銀緯-48.71，其B1900.0坐标为赤經3h 56m 41.2s，赤緯-30° -48.71′ 20″。